# テビタ・リー
テビタ・リー (Tevita Li, 1995年3月23日 - )は、ジャパンラグビーリーグワン三重ホンダヒートに所属するラグビー選手。

## プロフィール
- ニュージーランド (NZ)オークランド出身。
- ポジションはセンター(CTB)。
- 身長 182 cm、体重 95 kg
- U20ニュージーランド代表に選ばれたことがある[1]。
- バーバリアンズに選ばれたことがある[2]。

## 略歴
マッセイ高校卒業後、ノースハーバー、ブルーズ、ハイランダーズを経て、2019年、サントリーサンゴリアス(現・東京サントリーサンゴリアス)に加入。
2020年1月12日に行われたジャパンラグビートップリーグ第1節の東芝ブレイブルーパス戦に先発出場で日本での公式戦初出場を果たす。
2023年、三重ホンダヒートに加入。

## 受賞歴
- 2020-21最多トライゲッター ベストフィフティーン